# 柳波芙·勃列日涅娃
柳波芙·雅科夫列夫娜·勃列日涅娃（俄語：Любовь Яковлевна Брежнева）是苏联领导人列昂尼德·伊里奇·勃列日涅夫的侄女。她主张自由主义，且与一东德士兵坠入爱河，并因此遭苏联国家安全委员会（KGB）追捕。而后她另觅新欢，并移民至美国居住。她曾因欲摆脱国家安全委员会之追踪而向其父求助，但以失败告终。最终她因此而流产。
于其回忆录中，她以特权成员的身份揭露了苏联制度的虚伪性。在该书中，她以喻指的手法形象地描述了苏联制度的运行机制。